# Mistrzostwa Europy w Strzelaniu z 10 m 2012
Mistrzostwa Europy w Strzelaniu z 10 metrów 2012 – 41. edycja mistrzostw Europy w strzelaniu z 10 metrów, których zawody zostały rozegrane w Vierumäki, w dniach 14-20 lutego 2012 roku.
Klasyfikację medalową wygrała Rosja przed Ukrainą i Finlandią. Polska zajęła 5. pozycję w tej samej klasyfikacji.

## Medaliści
Seniorzy
| Konkurencja                       | Data      | Złoto                                                           | Srebro                                                              | Brąz                                                                |
| MĘŻCZYŹNI                         |           |                                                                 |                                                                     |                                                                     |
| karabin, 10 m                     | 19 lutego | Dienis Sokołow                                                  | Niccolò Campriani                                                   | Marco De Nicolo                                                     |
| karabin, 10 m (druż.)             | 19 lutego | Włochy · Niccolò Campriani · Marco De Nicolo · Simone Tressoldi | Francja · Jérémy Monnier · Pierre Edmond Piasecki · Etienne Germond | Rosja · Dienis Sokołow · Nazar Ługiniec · Aleksiej Kamienski        |
| pistolet, 10 m                    | 18 lutego | Pablo Carrera                                                   | Yusuf Dikeç                                                         | Leonid Jekimow                                                      |
| pistolet, 10 m (druż.)            | 18 lutego | Rosja · Leonid Jekimow · Władimir Isakow · Anton Gourianow      | Turcja · Yusuf Dikeç · İsmail Keleş · Ömer Alimoğlu                 | Białoruś · Władisław Kocarenko · Juryj Dałhapolau · Witalij Kudzi   |
| ruchoma tarcza, 10 m              | 16 lutego | Maksim Stepanow                                                 | Emil Martinsson                                                     | Aleksander Blinow                                                   |
| ruchoma tarcza, 10 m (druż.)      | 16 lutego | Rosja · Aleksander Blinow · Maksim Stepanow · Dmitrij Romanow   | Finlandia · Krister Holmberg · Tomi-Pekka Heikkila · Tarmo Koskela  | Ukraina · Władisław Prianisznikow · Jehor Czyrwa · Andrej Gilczenko |
| ruchoma tarcza, 10 m, mix         | 18 lutego | Władisław Prianisznikow                                         | Krister Holmberg                                                    | Dmitrij Romanow                                                     |
| ruchoma tarcza, 10 m, mix (druż.) | 18 lutego | Rosja · Dmitrij Romanow · Maksim Stepanow · Aleksander Blinow   | Ukraina · Władisław Prianisznikow · Jehor Czyrwa · Andrej Gilczenko | Czechy · Miroslav Januš · Bedřich Jonáš · Josef Nikl                |
| KOBIETY                           |           |                                                                 |                                                                     |                                                                     |
| karabin, 10 m                     | 18 lutego | Sonja Pfeilschifter                                             | Kateřina Emmons                                                     | Andrea Arsović                                                      |
| karabin, 10 m (druż.)             | 18 lutego | Niemcy · Sonja Pfeilschifter · Barbara Engleder · Beate Gauß    | Serbia · Andrea Arsović · Dragana Todorović · Ivana Maksimović      | Francja · Émilie Évesque · Sandy Morin · Myriam Duperron            |
| pistolet, 10 m                    | 19 lutego | Bobana Veličković                                               | Ołena Kostewycz                                                     | Liubow Jaskiewicz                                                   |
| pistolet, 10 m (druż.)            | 19 lutego | Rosja · Liubow Jaskiewicz · Galina Orłowskaja · Kira Mozgałowa  | Węgry · Zsófia Csonka · Adrienn Nemes · Renáta Tobai-Sike           | Serbia · Bobana Veličković · Zorana Arunović · Jasna Sekarić        |
| ruchoma tarcza, 10 m              | 16 lutego | Irina Izmałkowa                                                 | Olga Stepanowa                                                      | Galina Awramienko                                                   |
| ruchoma tarcza, 10 m, mix         | 18 lutego | Galina Awramienko                                               | Olga Stepanowa                                                      | Ludmyła Wasiljuk                                                    |

Juniorzy
| Konkurencja                       | Data      | Złoto                                                              | Srebro                                                                | Brąz                                                             |
| MĘŻCZYŹNI                         |           |                                                                    |                                                                       |                                                                  |
| karabin, 10 m                     | 17 lutego | Michael Janker                                                     | Giuseppe Pio Capano                                                   | Serhij Kasper                                                    |
| karabin, 10 m (druż.)             | 17 lutego | Niemcy · Michael Janker · Andre Link · Lars Walker                 | Rosja · Jewgienij Panczenko · Kiriłł Grigorjan · Władimir Maslennikow | Ukraina · Serhij Kasper · Andrij Kolesnikow · Andrij Syrownia    |
| pistolet, 10 m                    | 16 lutego | Kamil Gersten                                                      | Ante Kristo                                                           | Vincent Jeanningros                                              |
| pistolet, 10 m (druż.)            | 16 lutego | Szwajcaria · Simon Liesch · Andreas Riedener · Sandro Lötscher     | Rosja · Nikołaj Kilin · Ilja Lipkin · Rusłan Wisłoguzow               | Czechy · Jindřich Dubový · David Hejna · Vít Jonák               |
| ruchoma tarcza, 10 m              | 16 lutego | Sami Heikkila                                                      | Iwan Sieriebriakow                                                    | Jani Suoranta                                                    |
| ruchoma tarcza, 10 m (druż.)      | 16 lutego | Finlandia · Sami Heikkila · Jani Suoranta · Heikki Lahdekorpi      | Ukraina · Władlen Onopko · Dmytro Czausow · Nazar Miełnyk             | Rosja · Iwan Sieriebriakow · Konstantin Selin · Siergiej Tałyzin |
| ruchoma tarcza, 10 m, mix         | 18 lutego | Sami Heikkila                                                      | Władlen Onopko                                                        | Dmytro Czausow                                                   |
| ruchoma tarcza, 10 m, mix (druż.) | 18 lutego | Finlandia · Sami Heikkila · Jani Suoranta · Heikki Lahdekorpi      | Ukraina · Władlen Onopko · Dmytro Czausow · Nazar Miełnyk             | Rosja · Iwan Sieriebriakow · Konstantin Selin · Siergiej Tałyzin |
| KOBIETY                           |           |                                                                    |                                                                       |                                                                  |
| karabin, 10 m                     | 16 lutego | Míra Biatovszki                                                    | Nikola Mazurová                                                       | Sandra Pettersson                                                |
| karabin, 10 m (druż.)             | 16 lutego | Szwajcaria · Jasmin Mischler · Fabienne Füglister · Nina Christen  | Czechy · Nikola Mazurová · Gabriela Vognarová · Aneta Brabcová        | Ukraina · Olga Gołubczenko · Jewhenija Borysowa · Switłana Oher  |
| pistolet, 10 m                    | 17 lutego | Joanna Tomała                                                      | Nadzieja Lieanawiec                                                   | Valentina Pereglin                                               |
| pistolet, 10 m (druż.)            | 17 lutego | Polska · Joanna Tomala · Klaudia Breś · Ewelina Kocieda            | Niemcy · Michelle Skeries · Alexandra Bitter · Julia Weißenfeld       | Francja · Laurie Pescayre · Mathilde Lamolle · Clementine Larret |
| ruchoma tarcza, 10 m              | 16 lutego | Micaela Qvarnstrom                                                 | Marija Kramar                                                         | Żanna Ciechowska                                                 |
| ruchoma tarcza, 10 m (druż.)      | 16 lutego | Ukraina · Marija Kramar · Żanna Ciechowska · Kateryna Gawriuszenko | Rosja · Anna Juszkowa · Oksana Sokołowa · Walerija Janina             | Francja · Florence Louis · Camille Dubois · Alize Barlet         |
| ruchoma tarcza, 10 m, mix         | 18 lutego | Żanna Ciechowska                                                   | Oksana Sokołowa                                                       | Marija Kramar                                                    |
| ruchoma tarcza, 10 m, mix (druż.) | 18 lutego | Ukraina · Żanna Ciechowska · Marija Kramar · Kateryna Gawriuszenko | Rosja · Oksana Sokołowa · Walerija Janina · Anna Juszkowa             | Francja · Florence Louis · Camille Dubois · Alize Barlet         |

## Klasyfikacja medalowa
Opracowano na podstawie materiałów źródłowych.
| Poz. | Reprezentacja | złoto | srebro | brąz | Razem |
| ---- | ------------- | ----- | ------ | ---- | ----- |
| 1.   | Rosja         | 7     | 8      | 7    | 22    |
| 2.   | Ukraina       | 5     | 6      | 9    | 20    |
| 3.   | Finlandia     | 5     | 2      | 1    | 8     |
| 4.   | Niemcy        | 4     | 1      | 0    | 5     |
| 5.   | Polska        | 3     | 0      | 0    | 3     |
| 6.   | Szwajcaria    | 2     | 0      | 0    | 2     |
| 7.   | Włochy        | 1     | 2      | 1    | 4     |
| 8.   | Serbia        | 1     | 1      | 2    | 4     |
| 9.   | Węgry         | 1     | 1      | 0    | 2     |
| 10.  | Hiszpania     | 1     | 0      | 0    | 1     |
| 11.  | Czechy        | 0     | 3      | 2    | 5     |
| 12.  | Turcja        | 0     | 2      | 0    | 2     |
| 13.  | Francja       | 0     | 1      | 5    | 6     |
| 14.  | Białoruś      | 0     | 1      | 1    | 2     |
|      | Chorwacja     | 0     | 1      | 1    | 2     |
|      | Szwecja       | 0     | 1      | 1    | 2     |